# Eray Cömert
Eray Ervin Cömert (Rheinfelden, Suiza, 4 de febrero de 1998) es un futbolista internacional suizo. Juega de defensa y su equipo es el Valencia C. F. de la Primera División de España.

## Trayectoria
Formado en las categorías inferiores del F. C. Basilea desde el año 2009, debutó con el primer equipo el 7 de mayo de 2016 en un partido de la Superliga de Suiza ante el F. C. Zürich. Para tener más minutos de juego, salió cedido al F. C. Lugano en marzo de 2017 y al F. C. Sion la temporada 2017-18. A partir de la campaña siguiente se asentó en el F. C. Basilea, equipo con el que jugó un total de 140 partidos antes de ser traspasado al Valencia C. F. en enero de 2022. Con el equipo español firmó un contrato hasta junio de 2026 y se reencontró con Omar Alderete, quien había sido su compañero en Basilea. Después de dos años en Valencia, en agosto de 2023 fue cedido al F. C. Nantes con una opción de compra. Una vez finalizada su cesión, el Valencia C. F. lo cedió al Real Valladolid C. F. para la temporada 2024-25.

## Selección nacional
Tras haber sido internacional en categorías inferiores, el 18 de noviembre de 2019 debutó con la absoluta de Suiza en la victoria del conjunto suizo por 1-6 ante Gibraltar en partido de clasificación para la Eurocopa 2020.

### Participaciones en Copas del Mundo
| Mundial      | Sede  | Resultado        | Partidos | Goles |
| ------------ | ----- | ---------------- | -------- | ----- |
| Mundial 2022 | Catar | Octavos de final | 2        | 0     |

## Estadísticas

### Clubes
Actualizado al último partido disputado el 24 de mayo de 2025.
| Club                           | Div.          | Temporada     | Liga  | Liga  | Copas nacionales | Copas nacionales | Copas internacionales | Copas internacionales | Total | Total |
| Club                           | Div.          | Temporada     | Part. | Goles | Part.            | Goles            | Part.                 | Goles                 | Part. | Goles |
| ------------------------------ | ------------- | ------------- | ----- | ----- | ---------------- | ---------------- | --------------------- | --------------------- | ----- | ----- |
| F. C. Basilea · Suiza          | 1.ª           | 2015-16       | 5     | 0     | 0                | 0                | 0                     | 0                     | 5     | 0     |
| F. C. Basilea · Suiza          | 1.ª           | 2016-17       | 0     | 0     | 2                | 0                | 0                     | 0                     | 2     | 0     |
| F. C. Lugano · Suiza           | 1.ª           | 2016-17       | 12    | 0     | 0                | 0                | ―                     | ―                     | 12    | 0     |
| F. C. Lugano · Suiza           | Total club    | Total club    | 12    | 0     | 0                | 0                | 0                     | 0                     | 12    | 0     |
| F. C. Sion · Suiza             | 1.ª           | 2017-18       | 12    | 0     | 0                | 0                | ―                     | ―                     | 12    | 0     |
| F. C. Sion · Suiza             | Total club    | Total club    | 12    | 0     | 0                | 0                | 0                     | 0                     | 12    | 0     |
| F. C. Basilea · Suiza          | 1.ª           | 2018-19       | 24    | 1     | 2                | 0                | 5                     | 1                     | 31    | 2     |
| F. C. Basilea · Suiza          | 1.ª           | 2019-20       | 33    | 2     | 3                | 0                | 14                    | 1                     | 50    | 3     |
| F. C. Basilea · Suiza          | 1.ª           | 2020-21       | 30    | 1     | 0                | 0                | 3                     | 0                     | 33    | 1     |
| F. C. Basilea · Suiza          | 1.ª           | 2021-22       | 9     | 1     | 2                | 0                | 8                     | 0                     | 19    | 1     |
| F. C. Basilea · Suiza          | Total club    | Total club    | 101   | 5     | 9                | 0                | 30                    | 2                     | 140   | 7     |
| Valencia C. F. · España        | 1.ª           | 2021-22       | 8     | 0     | 1                | 0                | ―                     | ―                     | 9     | 0     |
| Valencia C. F. · España        | 1.ª           | 2022-23       | 23    | 1     | 2                | 0                | ―                     | ―                     | 25    | 1     |
| Valencia C. F. · España        | Total club    | Total club    | 31    | 1     | 3                | 0                | 0                     | 0                     | 34    | 1     |
| F. C. Nantes Francia           | 1.ª           | 2023-24       | 25    | 2     | 2                | 0                | ―                     | ―                     | 25    | 2     |
| F. C. Nantes Francia           | Total club    | Total club    | 25    | 2     | 2                | 0                | 0                     | 0                     | 27    | 2     |
| Real Valladolid C. F. · España | 1.ª           | 2024-25       | 25    | 0     | 2                | 0                | ―                     | ―                     | 27    | 0     |
| Real Valladolid C. F. · España | Total club    | Total club    | 25    | 0     | 2                | 0                | 0                     | 0                     | 27    | 0     |
| Total carrera                  | Total carrera | Total carrera | 206   | 8     | 16               | 0                | 30                    | 2                     | 252   | 10    |

## Palmarés

### Títulos nacionales
| Título             | Club          | País  | Año     |
| ------------------ | ------------- | ----- | ------- |
| Superliga de Suiza | F. C. Basilea | Suiza | 2015-16 |
| Copa de Suiza      | F. C. Basilea | Suiza | 2018-19 |